# 泰馬鎮區 (愛荷華州泰馬縣)
泰馬鎮區（英語：Tama Township）是位於美國愛荷華州泰馬縣的一個行政鎮區。

## 地方資料
根據2010年美國人口普查的數據，泰馬鎮區的面積為31.26平方千米，當中陸地面積為30.85平方千米，而水域面積為0.41平方千米。當地共有人口3064人，而人口密度為每平方千米98.02人。